# Barrancas y Guanal López Portillo
Barrancas y Guanal López Portillo är en ort i Mexiko.   Den ligger i kommunen Centro och delstaten Tabasco, i den sydöstra delen av landet, 700 km öster om huvudstaden Mexico City. Barrancas y Guanal López Portillo ligger 5 meter över havet och antalet invånare är 462.
Terrängen runt Barrancas y Guanal López Portillo är mycket platt. Runt Barrancas y Guanal López Portillo är det tätbefolkat, med 427 invånare per kvadratkilometer. Närmaste större samhälle är Villahermosa, 13,2 km väster om Barrancas y Guanal López Portillo. Trakten runt Barrancas y Guanal López Portillo består till största delen av jordbruksmark.